# کارل اکارت
کارل اکارت (انگلیسی: Carl Eckart؛ زاده ۴ مه ۱۹۰۲ درگذشته ۱۹۷۳) یک فیزیک‌دان اهل ایالات متحده آمریکا بود.